# Miljø- og Ligestillingsministeriet
Miljø- og Ligestillingsministeriet är det ministerium i Danmark som ansvarar för miljö- och jämställdhetsfrågor. Miljøstyrelsen och Kystdirektoratet ligger under ministeriet.

## Uppgifter
Dess ansvarsområden i miljöområdet omfattar natur och biodiversitet, dricksvatten och kemi, vattenmiljö, klimatanpassning, cirkulär ekonomi, miljölagstiftning, luftföroreningar, buller och internationellt arbete inom miljöområdet. Inom jämställdhetsområdet omfattar det jämställdhetslagstiftning, arbete med jämställdhet i offentlig sektor, lika möjligheter inom utbildning, arbete och familj, könsrelaterat våld och trakasserier, människohandel, insatser för HBTQ+, jämställdhet inom etniska minoriteter och internationellt arbete inom området.

## Historia
Det har funnits ministerier med ansvar för miljöfrågor sedan 1971 då Ministeriet for Forureningsbekæmpelse skapades. Det bytte 1981 namn till Miljøministeriet. När ministeriet även fick energifrågor på sitt bord bytte det 1994 namn till Miljø- og Energiministeriet. Det behöll namnet och arbetsuppgifterna till 2001 då dess namn återgick till Miljøministeriet. Det behöll det namnet till 2015 då det slogs samman med Fødevareministeriet och bildade Miljø- og Fødevareministeriet. Det ministeriet fanns fram till 19 november 2020 då ministeriet återigen kallades Miljøministeriet då livsmedelsfrågorna överfördes till Ministeriet for Fødevarer, Landbrug og Fiskeri. Sedan ministeriet 29 augusti 2024 tagit över frågor om jämställdhet har det haft sitt nuvarande namn.